# Station Piekary Śląskie
Station Piekary Śląskie is een spoorwegstation in de Poolse plaats Piekary Śląskie.